# Lecane kluchor
Lecane kluchor is een raderdiertjessoort uit de familie Lecanidae. De wetenschappelijke naam van deze soort is voor het eerst geldig gepubliceerd in 1930 door Tarnogradsky.